# Konfliktresurs
En konfliktresurs är en råvara som utvinns i ett konfliktområde och vars försäljning finansierar fortsatta strider, eller möjliggör internationell kriminalitet eller allvarliga kränkningar av mänskliga rättigheter. Det mest kända nutida exemplet är de östra provinserna av Demokratiska republiken Kongo, där olika arméer, rebellgrupper och externa aktörer har gjort vinster samtidigt som de har deltagit i strider och exploaterat naturresurser.
De vanligaste brutna konfliktmineralerna är kassiterit (för framställning av tenn), volframit (för volfram), coltan (för tantal) samt guldmalm, som extraheras från östra Kongo, och får passera genom en rad mellanhänder innan de köps av främst multinationella elektronikföretag och tillverkare av smycken. Dessa mineraler är nödvändiga för tillverkning av konsumentelektronik som mobiltelefoner och bärbara datorer.
Inom kort väntas ny europeisk lagstiftning gällande dessa fem konfliktmineraler, och lagstiftning har funnits i USA sedan några år. Tillverkare av elektronik och smycken tvingas därmed att ta reda på och redovisa om deras produkter innehåller konfliktmineraler. Mineraler som ibland beskrivs som konfliktresurser men inte innefattas i lagstiftningen är kobolt och tungsten.
Andra exempel på konfliktresurser är blodsdiamanter, även kända som konfliktdiamanter, petroleum, opiumvallmo, naturgummi, bomull, kakaobönor och timmer. Exempelvis Islamiska staten använder oljeinkomsterna för att finansiera strider och terror.